# Albert Zink
Albert Zink (* 21. Dezember 1965) ist ein deutscher Anthropologe. Als Leiter des Instituts für Mumienforschung an Eurac Research in Bozen ist er federführend für die wissenschaftliche Untersuchung der Gletschermumie Ötzi verantwortlich.

## Leben
Zink besuchte das Humboldt-Gymnasium Vaterstetten. Nach dem Studium der Biologie an der Ludwig-Maximilians-Universität München (LMU) betätigte er sich in der internationalen Mumienforschung, bis ihm 2007 die Leitung des Instituts in Bozen angetragen wurde.
Aufgrund der Popularität und wissenschaftlichen Bedeutung der Gletschermumie Ötzi erfährt seine Forschertätigkeit ein kontinuierliches Medieninteresse. Deshalb trat Zink bereits in mehreren Dokumentationen auf (Terra X, History, Nova).
Bei dem Spielfilm Der Mann aus dem Eis (2017) mit Jürgen Vogel fungierte er als wissenschaftlicher Berater. In diesem Zusammenhang war er auch zu Gast in der ZDF-Talkshow von Markus Lanz. 
Zum 1. Oktober 2023 übernahm Zink die Vertretung der Professur für Anthropologie an der LMU München.  Zum 1. November 2023 übernahm er kommissarisch auch die Leitung der Staatssammlung für Anthropologie München.

## Auszeichnungen
2024: Ehrendoktorwürde der Universität Szeged

## Veröffentlichungen
- Die Welt der Mumien: von Ötzi bis Lenin. Verlag von Zabern, Darmstadt, Mainz 2012, ISBN 978-3-8053-4534-7
- Ötzi. Bd. 20419, Philipp Reclam Jun., Stuttgart 2016, ISBN 978-3-15-020419-1
- Kindersterblichkeit im frühen Mittelalter: morphologische und paläopathologische Ergebnisse an der Skelettserie von Altenerding (Hochschulschrift), Cuvillier, Göttingen 2000, ISBN 978-3-89712-596-4